# Dorian Harewood
Dorian Harewood, född 6 augusti 1950 i Dayton, Ohio, är en amerikansk skådespelare och röstskådespelare. Harewood är bland annat känd för sin roll som Eightball i Stanley Kubricks film Full Metal Jacket.

## Filmografi i urval
- 1984 – Mot alla odds
- 1984 – The Jesse Owens Story
- 1987 – Full Metal Jacket
- 1989 – Teenage Mutant Ninja Turtles - Shredder (alternativ röst, 1989)[1]
- 1993-1996 - Biker Mice from Mars (röst till Modo)
- 1995 – Sudden Death
- 2001 – The Triangle
- 2003 - Levity
- 2003 – Gothika
- 2004 - X-Men Legends
- 2004 - Kangaroo Jack: G'Day U.S.A.
- 2005 - Assault on Precinct 13
- 2005 - Det surrar om Maggie (röst)
- 2006-2007 - Biker Mice from Mars (röst till Modo)

### Fotnoter
1. ↑  ”Technodrome”. http://www.thetechnodrome.com/voices.shtml. Läst 25 februari 2012.